# Svartegöl (Kråksmåla socken, Småland)
Svartegöl är en sjö i Nybro kommun i Småland och ingår i Alsteråns huvudavrinningsområde. Sjöns area är 0,0965 kvadratkilometer och den befinner sig 86 meter över havet.

## Delavrinningsområde
Svartegöl ingår i det delavrinningsområde (631262-151006) som SMHI kallar för Inloppet i Allgunnen. Medelhöjden är 111 meter över havet och ytan är 47,1 kvadratkilometer. Räknas de 26 avrinningsområdena uppströms in blir den ackumulerade arean 675,58 kvadratkilometer. Avrinningsområdets utflöde Alsterån mynnar i havet. Avrinningsområdet består mestadels av skog (87 %). Avrinningsområdet har 0,6 kvadratkilometer vattenytor vilket ger det en sjöprocent på 1,3 %. Bebyggelsen i området täcker en yta av 0,41 kvadratkilometer eller 1 % av avrinningsområdet.